# Duguetia rionegrensis
Duguetia rionegrensis är en kirimojaväxtart som beskrevs av Zuilen och Paulus Johannes Maria Maas. Duguetia rionegrensis ingår i släktet Duguetia och familjen kirimojaväxter. Inga underarter finns listade i Catalogue of Life.